# Осипов, Альберт Никанорович
Альберт Никанорович Осипов (род. 25 июня 1936) — украинский советский кинооператор, кинорежиссёр

.

## Биография
Родился 25 июня 1936 года в селе Новые Карамалы Миякинского района Башкирской АССР в семье служащих.
Окончил Латвийский государственный институт физической культуры (1958) и Всесоюзный государственный институт кинематографии (1965).
Работал в газете «Советская молодежь» (Рига), оператором Рижской киностудии.
С 1966 г. — оператор и режиссёр Одесской киностудии художественных фильмов.

## Фильмография
Снял ленты
- «Вертикаль» (1967)
- «От снега до снега» (1968)
- «А человек играет на трубе» (1969, т/ф)
- «День Ангела» (1968, в соавт. с А. Чардыниным)
- «Повесть о чекисте» (1969)
- «Мистер Твистер» (1971, т/ф)
- «„Тигры“ на льду» (1971, т/ф)
- «Море нашей надежды» (1971, в соавт. с Ф. Анисимовой)
- «До последней минуты» (1973, Диплом VII Всесоюзного кинофестиваля, Баку, 1974)
- «Судьба барабанщика» (1976, т/ф, 3 а)
- «Клоун» (1980, т/ф, 2 а)
- «Двое под одним зонтом» (1983)
- «Подвиг Одессы» (1985, 2 с)
- «Удивительная находка или самые обыкновенные чудеса» (1986)
- «Овраги» (1989, т/ф, 4 сек.) и др.

Поставил ленты:
- «„Тигры“ на льду» (1971, в соавт. с В. Козачковым)
- «Сын чемпиона» (1978).

Член Национального Союза кинематографистов Украины.